# Viničky
Viničky (węg. Szőlőske) – wieś gminna (obec) w południowo-wschodniej Słowacji, w powiecie Trebišov. Obecna liczba mieszkańców to ok. 516 osób.
Miejscowość jest jedną z czterech w kraju położoną w regionie winiarskim Tokaj.
Pierwsza wzmianka pochodzi z 1273 pod nazwą Zeleus. Nazwa świadczy, że już wówczas znajdowały się w tych okolicach uprawy winogron.
W 1399 dokumenty wspominają istniejący w tym miejscu bród na rzece Bodrog.
Od XIX wieku należała do rodu Andrássy.
Do XX wieku leżała w granicach Węgier, w wyniku traktatu w Trianon przyłączona do Czechosłowacji, mimo iż w zdecydowanej większości mieszkali w niej Węgrzy (395 osób według spisu w 1910). Na krótko powróciła do Węgier w latach 1938–1945.
Obecnie Węgrzy nadal stanowią 63% mieszkańców.